# چبیله، شهرستان بیاوگارد
چبیله، شهرستان بیاوگارد (به لاتین: Trzebiele, Białogard County) یک سکونتگاه مسکونی در لهستان است که در Gmina Białogard واقع شده‌است.